# 인천 신한은행 에스버드
인천 신한은행 에스버드 WBT(Incheon Shinhan Bank S-birds Women's Basketball Team)는 대한민국 인천광역시에 있는 농구 선수단이다. 신한은행이 운영하고 있는 여자 프로 농구단이며, 1985년에 창단되었다. 여자 실업 농구의 현대산업개발 여자 농구단이 모태로서, 2004년 6월 신한은행이 현대 하이페리온을 인수해 창단하고, 경기도 안산시를 연고로 했다. 와동체육관을 홈 코트로 사용하다가, 대관 문제로 인해 2013-2014 시즌 후 2014년 4월 10일 안산시에서 인천광역시로 연고지로 이전하였다. 연고지는 인천광역시이고, 도원실내체육관을 홈 구장으로 사용하고 있다.

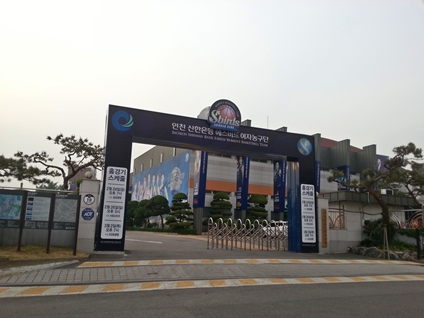
홈 구장인 도원실내체육관 입구, 2017년

간판 선수로는 현대산업개발 시절부터 뛰어 온 전주원, 정선민, 하은주, 최윤아 등이 있고 신한은행은 2007년에도 삼성생명배 겨울리그 정규리그와 플레이오프에서 통합 우승을 차지하였다. 또 2008년 2월 10일 춘천호반체육관에서 열린 원정경기에서 홈팀 우리은행을 64-53으로 물리치고 26승 4패로 기록하며 나머지 5경기 결과에 관계없이 2007-2008 시즌 우리V카드 여자프로농구 정규리그 우승을 확정되었다.
그 이후에도 2012년까지 6년 연속 통합우승을 이루었으나, 위성우, 전주원 코치의 아산 우리은행 위비 이적으로 우승과는 거리가 조금 있다.

## 연혁
- 1986년 전신 현대중공업 농구단 창단.
- 1990년 현대산업개발로 이적, 1990년 농구대잔치 2차 대회 준우승.
- 1994년 1993-1994 농구대잔치 실업조 우승.
- 1997년 치악배 여자실업, 금융 농구대잔치 우승.
- 1998년 현대건설로 이적.
- 1999년 한빛은행배 1999 여자 프로농구 여름리그 준우승.
- 2000년 BUY KOREA 2000 여자프로농구 겨울리그 준우승.
- 2002년 프로농구 정규 리그 1차, 2차 우승 및 챔피언 결정전 우승.
- 2004년 6월 신한은행에서 농구단 인수 및 충청북도 청주시에서 경기도 안산시로 연고지 이전.
- 2004년 10월 29일: 안산 신한은행 에스버드 여자농구단 창단.
- 2005년 9월 19일: 2005 여름 리그 우승.
- 2007년 4월 5일: 2007 겨울 리그 통합 우승.
- 2007년 8월 21일: 임달식 감독 선임.
- 2008년 3월 23일: 2007-2008 시즌 정규리그와 챔피언전 통합 우승.
- 2009년 3월 22일: 2008-2009 시즌 정규리그와 챔피언전 통합 우승.
- 2010년 4월 6일: 2009-2010 시즌 정규리그와 챔피언전 통합 우승.
- 2011년 4월 1일: 2010-2011 시즌 정규리그와 챔피언전 통합 우승.
- 2012년 3월 30일: 2011-2012 시즌 정규리그와 챔피언전 통합 우승.
- 2014년 우리은행 2013-2014 정규리그 2위, 플레이오프 대 청주 KB 스타즈 2승, 챔프전 대 우리은행 1승 3패 - 최종 준우승(통합준우승)
- 2014년 4월 10일: 인천광역시로 연고지 이전.
- 2014년 5월 1일: 정인교 감독 선임
- 2015년 KB국민은행 2014-2015 정규리그 2위, 플레이오프 대 청주 KB 스타즈 2패 - 최종 3위
- 2016년 3월 25일: 신기성 감독 선임
- 2018년 신한은행 2017-2018 정규리그 3위, 플레이오프 대 청주 KB 스타즈 1승 2패 - 최종 3위
- 2019년 4월: 정상일 감독 선임
- 2020년 신한은행 2019-2020시즌 정규리그 4위
- 2021년 신한은행 2020-2021시즌 정규리그 3위 4강 플레이오프 진출

## 역대 감독
| 순번 | 재임 기간             | 이름   |
| ---- | --------------------- | ------ |
| 1대  | 2003 - 2007           | 이영주 |
| 2대  | 2007.8.21 - 2014.4.10 | 임달식 |
| 3대  | 2014.5.1 - 2016.1.12  | 정인교 |
| 대행 | 2016.1.12 - 2016.3.7  | 전형수 |
| 4대  | 2016.3.25 - 2019.3.11 | 신기성 |
| 5대  | 2019.3.11 - 2019.3.15 | 박성배 |
| 6대  | 2019.4.3 - 2021.7.26  | 정상일 |
| 대행 | 2021.7.26 - 2022.2.22 | 구나단 |
| 7대  | 2022.2.22 - 2024.11.7 | 구나단 |
| 대행 | 2024.11.7 -           | 이시준 |

## 시즌별 기록
| WKBL 챔피언 | 포스트시즌 진출 |

| 시즌                   | 순위 | 승 | 패 | 승률 | 승차 | 포스트시즌                                                      |
| ---------------------- | ---- | -- | -- | ---- | ---- | --------------------------------------------------------------- |
| 현대 하이페리온        |      |    |    |      |      |                                                                 |
| 1998 여름              | 4위  | 3  | 5  | .375 | 4    |                                                                 |
| 1999 겨울              | 5위  | 1  | 4  | .200 | 3    |                                                                 |
| 1999 여름              | 2위  | 12 | 3  | .800 | 1    | 챔피언결정전 패배 (삼성생명) 2-0                                |
| 2000 겨울              | 2위  | 5  | 3  | .625 | 1    | 챔피언결정전 패배 (삼성생명) 2-0                                |
| 2000 여름              | 2위  | 13 | 7  | .650 | 2    | 플레이오프 승리 (삼성생명) 2-0 챔피언결정전 패배 (신세계) 2-0   |
| 2001 겨울              | 3위  | 6  | 4  | .600 | 2    | 플레이오프 패배 (삼성생명) 2-1                                  |
| 청주 현대 하이페리온   |      |    |    |      |      |                                                                 |
| 2001 여름              | 2위  | 15 | 10 | .600 | 4    | 플레이오프 승리 (한빛은행) 2-1 챔피언결정전 패배 (신세계) 3-2   |
| 2002 겨울              | 4위  | 13 | 12 | .520 | 3    | 플레이오프 패배 (국민은행) 2-0                                  |
| 2002 여름              | 2위  | 10 | 5  | .667 | —    | 플레이오프 승리 (우리은행) 2-0 챔피언결정전 승리 (삼성생명) 3-1 |
| 2003 겨울              | 3위  | 9  | 11 | .450 | 5    | 플레이오프 패배 (삼성생명) 2-0                                  |
| 2003 여름              | 4위  | 9  | 11 | .450 | 7    | 플레이오프 패배 (삼성생명) 2-0                                  |
| 2004 겨울              | 5위  | 10 | 10 | .500 | 4    |                                                                 |
| 안산 신한은행 에스버드 |      |    |    |      |      |                                                                 |
| 2005 겨울              | 6위  | 8  | 12 | .400 | 5    |                                                                 |
| 2005 여름              | 3위  | 12 | 8  | .600 | 3    | 플레이오프 승리 (KB) 2-1 챔피언결정전 승리 (우리은행) 3-0       |
| 2006 겨울              | 2위  | 14 | 6  | .700 | 1    | 플레이오프 승리 (삼성생명) 2-0 챔피언결정전 패배 (우리은행) 3-1 |
| 2006 여름              | 4위  | 7  | 8  | .467 | 3    | 플레이오프 패배 (KB) 2-1                                        |
| 2007 겨울              | 1위  | 17 | 3  | .850 | —    | 플레이오프 승리 (신세계) 2-0 챔피언결정전 승리 (삼성생명) 3-2   |
| 2007-08                | 1위  | 29 | 6  | .829 | —    | 플레이오프 승리 (KB) 3-0 챔피언결정전 승리 (삼성생명) 3-0       |
| 2008-09                | 1위  | 37 | 3  | .925 | —    | 플레이오프 승리 (신세계) 3-0 챔피언결정전 승리 (삼성생명) 3-0   |
| 2009-10                | 1위  | 30 | 10 | .750 | —    | 플레이오프 승리 (금호생명) 3-0 챔피언결정전 승리 (삼성생명) 3-1 |
| 2010-11                | 1위  | 29 | 6  | .829 | —    | 플레이오프 승리 (신세계) 3-0 챔피언결정전 승리 (KDB생명) 3-0    |
| 2011-12                | 1위  | 29 | 11 | .725 | —    | 플레이오프 승리 (삼성생명) 3-1 챔피언결정전 승리 (KB) 3-0       |
| 2012-13                | 2위  | 24 | 11 | .686 | —    | 플레이오프 패배 (삼성생명) 2-1                                  |
| 2013-14                | 2위  | 21 | 14 | .600 | 4    | 플레이오프 승리 (KB) 2-0 챔피언결정전 패배 (우리은행) 3-1       |
| 인천 신한은행 에스버드 |      |    |    |      |      |                                                                 |
| 2014-15                | 2위  | 24 | 11 | .686 | 4    | 플레이오프 패배 (KB) 2-0                                        |
| 2015-16                | 5위  | 13 | 22 | .371 | 15   |                                                                 |
| 2016-17                | 4위  | 14 | 21 | .400 | 19   |                                                                 |
| 2017-18                | 3위  | 17 | 18 | .486 | 12   | 플레이오프 패배 (KB) 2-1                                        |
| 2018-19                | 6위  | 6  | 29 | .171 | 22   |                                                                 |
| 2019-20                | 4위  | 11 | 17 | .611 | 10.5 | 미개최                                                          |
| 2020-21                | 3위  | 17 | 13 | .567 | 5    | 플레이오프 패배 (KB) 2-0                                        |
| 2021-22                | 3위  | 16 | 14 | .533 | 9    | 플레이오프 패배 (우리은행) 2-0                                  |
| 2022-23                | 4위  | 16 | 14 | .533 | 9    | 플레이오프 패배 (우리은행) 2-0                                  |
| 2023-24                | 5위  | 8  | 22 | .267 |      |                                                                 |

### 역대 전적
비고: 2022-23 시즌 플레이오프 종료 기준.
| 전적                                          | 승  | 패  | 승률 |
| --------------------------------------------- | --- | --- | ---- |
| 현대 하이페리온 정규리그 전적 (1998-2004)     | 106 | 85  | .555 |
| 신한은행 에스버드 정규리그 전적 (2005-현재)   | 391 | 257 | .603 |
| 역대 정규리그 전적 (1998-현재)                | 497 | 342 | .592 |
| 현대 하이페리온 포스트시즌 전적 (1999-2004)   | 12  | 19  | .387 |
| 신한은행 에스버드 포스트시즌 전적 (2005-현재) | 49  | 23  | .681 |
| 역대 포스트시즌 전적 (2000-현재)              | 61  | 40  | .592 |

## 선수

### 영구 결번
| 인천 신한은행 에스버드 영구 결번 | 인천 신한은행 에스버드 영구 결번 | 인천 신한은행 에스버드 영구 결번 | 인천 신한은행 에스버드 영구 결번 | 인천 신한은행 에스버드 영구 결번 |
| 번호                             | 선수                             | 포지션                           | 선수 경력                        | 날짜                             |
| -------------------------------- | -------------------------------- | -------------------------------- | -------------------------------- | -------------------------------- |
| 0                                | 전주원                           | 가드                             | 1998–2003 2005–20111             | 2011년 10월 19일                 |

비고:
- 1 이후 2011-12 시즌까지 신한은행 코치로 활동.

## 수상

### 우승
- WKBL 정규리그
  - 우승 (6): 2007 겨울, 2007-2008, 2008-2009, 2009-2010, 2010-2011, 2011-2012

- WKBL 챔피언 결정전
  - 우승 (8): 2002 여름, 2005 여름, 2007 겨울, 2007-2008, 2008-2009, 2009-2010, 2010-2011, 2011-2012
  - 준우승 (6): 1999 여름, 2000 겨울, 2000 여름, 2001 여름, 2006 겨울, 2013-2014

- 박신자컵 서머리그
  - 준우승 (1): 2017

## 참고 문헌
- “스포츠지원포털 등록 현황”. 대한체육회.
- “한국여자프로농구 히스토리”. 한국여자농구연맹.